# أندرياس بلومكفيست
أندرياس بلومكفيست (بالسويدية: Andreas Blomqvist)‏ (5 مايو 1992 بالسويد - ) هو لاعب كرة قدم سويدي في مركز الوسط. شارك مع منتخب السويد تحت 21 سنة لكرة القدم ومنتخب السويد لكرة القدم. أما مع النوادي، فقد لعب مع نادي أوبه ونادي نوركوبنغ والبورك بولدسبيلكلوب ‏ وMjällby AIF ‏.

## وصلات خارجية
- أندرياس بلومكفيست على موقع الاتحاد الأوربي (الإنجليزية)
- أندرياس بلومكفيست على موقع اتحاد السويد (السويدية)
- أندرياس بلومكفيست على موقع قاعدة بيانات كرة القدم.إي يو (الإنجليزية)
- أندرياس بلومكفيست على موقع ناشيونال فوتبول تيمز (الإنجليزية)
- أندرياس بلومكفيست على موقع Soccerway.com (الإنجليزية)